# أليس جزائري
الأليس الجزائري (باللاتينية: Alyssum algeriense) نوع نباتي يتبع جنس الأليس من الفصيلة الكرنبية.

## البيئة والانتشار
موطنه المغرب العربي.